# 江门地下中微子实验观测站
22°07′06″N 112°31′07″E / 22.11827°N 112.51867°E。
江门地下中微子实验观测站（英語：Jiangmen Underground Neutrino Observatory，简称JUNO）是位于中华人民共和国广东省江门市开平市的一座建设中的中等基线反应堆中微子实验站。实验的目的是决定中微子质量层级结构，精确测量龐蒂科夫-牧-中川-坂田矩陣元素。实验以先前众多试验的混合参数结果作为基础。该合作项目于2014年7月成立，工程于2015年1月10日动工，计划2025年上半年开始运行取数。该国际性合作项目由中国科学院提供资金援助。
项目原计划是大亚湾核反应堆中微子实验的后续，建在同一位置，但由于广东当地第三座核电站陆丰核电站的建设阻断了实验跟邻近核电站所需的固定距离:9，故站点被迁移到距离阳江核电站和台山核电站53公里处:4。

## 探测器
主探测器由直径35.4米的透明聚甲基丙烯酸甲酯圆球组成，内含2万吨直链烷基苯液体闪烁体。探测器被约5.3万根光电倍增管（1.7万根半径51厘米的大型管加上其缝隙中的3.6万根7.6厘米小管）支撑的不锈钢桁架包围，浸泡在装有2000根担任μ子否决的额外光电倍增管池中:9。探测器深埋于地下700米，将检测出能量分解出色的中微子。270米高的花岗岩山充当的覆盖层，会减少宇宙μ子的背景。
反应堆之间的距离更大（相比离大亚湾不到2公里的反应堆），也使得试验能够更好地分辨出中微子振荡。但是探测到足够数量的反应堆中微子，就需要更大、屏蔽更好的探测器。

## 原理
探测器测量中微子振荡的主要方法是观测未来两座53公里远的核电站的电子 - 反中微子（
ν
e）。由于中微子到达探测器的预期速度，可以从发电厂流程中得知，因此缺少某种中微子风味可以指示过渡过程。探测器对超新星中的大气中微子、地中微子和中微子也很敏感，虽然它们不是主要的测量目标。

### 预期敏感度
大亚湾实验站和RENO测量出θ13，断定其具有较大的非零值。大亚湾会测量精度≈4％的值，而RENO会在几年后测量精度≈7％的值。JUNO的设计目标是要将几个中微子参数的不确定性降低到1%以下。